# Antimaco di Colofone
Antimaco di Colofone (in greco antico: Ἀντίμαχος?, Antímachos; Colofone, 430 a.C. circa – 340 a.C. circa) è stato un poeta e retore greco antico.

## Biografia
Non si sa molto della vita di Antimaco di Colofone, e anche delle sue opere non si posseggono che scarsissimi frammenti. Non siamo in grado, pertanto, di farci un'idea sicura della qualità della sua poesia e della sua biografia. 
Quantomeno, risulta certa la nascita a Colofone, in Asia Minore, da un certo Iparco, che lo indirizzò agli studi di retorica con il grammatico Stesimbroto di Taso; Apollodoro colloca il floruit di Antimaco contemporaneo alla morte di Dario II, poco dopo la fine della Guerra del Peloponneso, cioè intorno al 404 a.C., il che implica una data di nascita per il poeta del 444. 
Risulta, inoltre, sicura la sua attività come poeta rapsodico, visto che, dalla biografia di Lisandro scritta da Plutarco apprendiamo che Antimaco venne sconfitto in un concorso poetico svoltosi a Samo, intorno al 400 a.C., da un certo Nicerato di Eraclea:
(Plutarco, Lisandro, 18)

## Opere

### Tebaide
Il capolavoro antimacheo era la Tebaide, un lungo e dotto poema epico di imitazione omerica in 24 libri. Tuttavia, la cifra è solo probabile, perché il libro della Tebaide con il numero più alto attestato da un'antica fonte è il Libro 5, in cui Adrasto sembra aver intrattenuto gli eroi prima che la spedizione partisse per Tebe. Quanti altri libri fossero necessari ad Antimaco per completare la sua narrazione è oggetto di ipotesiː si potrebbe supporre che un sesto libro avrebbe potuto comprendere la marcia degli Argivi fino alla morte di Ofelte/Archemoro, un settimo i giochi funebri per il bambino, con forse tre libri da affrontare per l'attacco a Tebe. Sembra, comunque, che Antimaco si perdesse in lungaggini, iniziando il poema (di cui abbiamo circa 70 frammenti attestati) ab ovo, cosa che gli venne rimproverata da molti studiosi antichi: in effetti, iniziò le vicende legate a Tebe a partire dalla generazione precedente i Sette, con Tideo e le storie di suo fratello Meleagro. Lo stile "gonfio" dell'autore era visibile fin dal roboante incipit:
(fr. 1 K (1 Wyss))

### Lyde
Nota è, ancora, la Lyde, una raccolta di elegie intitolata alla donna amataː il poema comprendeva almeno due libri, ma si possono attribuire solo una trentina di frammenti con sicurezza. 
Un giudizio positivo veniva dato su queste elegie, elogiate, per esempio, da Asclepiade di Samo, ma non da Callimaco e Catullo. La Lyde, comunque, ha grande importanza nello sviluppo della poesia elegiaca greca: la vicenda personale, cioè la morte della donna amata, offre ad Antimaco l'occasione per narrare diversi miti di amore tragico, istituendo la connessione fra autobiografia e mito, per cui Antimaco è considerato il primo poeta doctus. Infatti, tra i frammenti, emerge menzione dei patimenti di Demetra e della storia di Edipo. Altri miti trattati includevano il viaggio degli Argonauti, le storie di Bellerofonte, di Adone, e probabilmente Erisittone, il triangolo tra Ida, Marpessa e Apollo e il ritorno di Diomede.

### Altre opere
Per la conoscenza di un poema intitolato Artemide siamo dipendenti da un'unica citazione di Stefano di Bisanzio, anche se si pensa che sia un errore nel testo, da rimandare alla Tebaide. Invece, è certo il titolo dei Deltoi ("Tavolette"), attestati da un unico esametro, conservato da
Ateneo. È quindi impossibile dire se fosse in un metro epico o elegiaco. Il titolo potrebbe suggerire che l'opera fosse una raccolta di poesie separate di lunghezza relativamente breve, vale a dire che ciascuna potrebbe essere considerata un deltos, ovvero una tavoletta su cui si scriveva.
Oltre che poeta, Antimaco è attestato anche come "grammatico" da Suda, che utilizza la parola non nel senso originale di un insegnante di lettere, ma nel significato che si sviluppò nel periodo ellenistico di "persona che si occupa di testi letterari", di "critico". In effetti, Antimaco è l'unico autore preellenistico di una 'edizione' (ekdosis) di Omero di cui possiamo essere certi, dal momento che essa spesso viene citata nei nostri scholia, per un totale di 14 frammenti.

## Fortuna
Dai 114 frammenti rimasti e, soprattutto, dai giudizi degli autori antichi, Antimaco è considerato un precursore della poesia erudita alessandrina. In età ellenistica tuttavia fu giudicato in modo differente. Callimaco e i neoteroi, amanti di opere brevi, giudicarono negativamente la prolissa Tebaide; Eutichio Proclo, tuttavia, inseriva Antimaco fra i cinque maggiori poeti epici.